# 阿瓜布蘭卡市

阿瓜布蘭卡市（西班牙語：Municipio Agua Blanca），是委內瑞拉的一個市，位於該國西北部波圖格薩州，首府設於阿瓜布蘭卡，面積199平方公里，海拔高度175米，2001年人口17,092，人口密度每平方公里85.9人。